# 任童健
任童健（韓語：임동건，1993年4月4日—），韩国独立音乐人，四人樂團hyukoh的貝斯手。

## 经历
因吳赫熟識的姐姐介紹，而於 2014 加入樂團hyukoh成為貝斯手。曾擔任過Han Young Ae的吉他手，後因hyukoh的音樂風格因素，而與本來玩貝斯的林賢帝交換樂器職位。
為hyukoh四人裡最寡言的一位，非常喜歡喝酒。

## 外部連結
- 任童健的Instagram帳戶